# Shinedown EP
 (mars 2023).
Si vous disposez d'ouvrages ou d'articles de référence ou si vous connaissez des sites web de qualité traitant du thème abordé ici, merci de compléter l'article en donnant les références utiles à sa vérifiabilité et en les liant à la section « Notes et références ».
Albums de Shinedown
ITunes Session
(2010)
Shinedown EP est le premier EP du groupe Shinedown, sorti en 2006.

## Liste des chansons
| No | Titre                           | Durée |
| -- | ------------------------------- | ----- |
| 1. | I Dare You (Version Acoustique) | 3:44  |
| 2. | Save Me (Version Acoustique)    | 3:22  |
| 3. | Break                           | 3:56  |
| 4. | Save Me (remixé)                | 4:19  |